# Emmanuel Lê Phong Thuận
Emmanuel Lê Phong Thuận (1930 – 2010) là Giám mục người Việt Nam của Giáo hội Công giáo Rôma. Ông từng đảm trách vai trò giám mục chính tòa Giáo phận Cần Thơ trong suốt 20 năm từ năm 1990 đến năm 2010. Trước đó, ông còn là giám mục phó của giáo phận này từ năm 1975. Khẩu hiệu Giám mục của ông là:Chính nhờ Người, với Người và trong Người.
Trong Hội đồng Giám mục Việt Nam, giám mục Lê Phong Thuận giữ chức Phó Tổng Thư ký Hội đồng, phụ trách Giáo tỉnh Sài Gòn trong ba nhiệm kỳ liên tiếp (1980 – 1989), Tổng Thư ký (1989 – 1995) và Chủ tịch Ủy ban Phụng tự (1995 – 1998).

## Thân thế và tu tập
Emmauel Lê Phong Thuận sinh ngày 2 tháng 12 năm 1930 tại họ đạo Cồn Phước, xã Mỹ An, huyện Chợ Mới, Giáo phận Long Xuyên, (tỉnh An Giang). Cậu bé Thuận là người con thứ 9 trong gia đình. Từ nhỏ, cậu đã có chí hướng đi tu, vì thế, năm 1938, gia đình đưa cậu vào học tại Tiểu Chủng viện Cù Lao Giêng, đến năm 1945 thì cậu nhập học tại Tiểu Chủng viện Nam Vang. Tiếp tục con đường tu trì, năm 1952, chủng sinh Thuận tiếp tục theo học tại Đại Chủng viện Thánh Giuse Sài Gòn.

## Linh mục
Vào ngày 31 tháng 5 năm 1960, phó tế Lê Phong Thuận được thụ phong linh mục tại Nhà thờ Cần Thơ do Đại diện Tông Tòa Địa phận Cần Thơ Phaolô Nguyễn Văn Bình chủ phong. Sau khi được thụ phong linh mục, Lê Phong Thuận được bổ nhiệm đảm trách vai trò Giáo sư Tiểu Chủng viện Khánh Hưng, Sóc Trăng và Cái Răng, Cần Thơ. Năm 1964, giám mục giáo phận cử linh mục Thuận đi du học Rôma Và Đức và ông đã tốt nghiệp Tiến sĩ Giáo Luật vào năm 1970.
Sau hành trình 6 năm du học, ông trở về nước, làm Giáo sư Đại Chủng viện Vĩnh Long và Đại Chủng viện Sài Gòn. Từ năm 1971 đến tháng 6 năm 1975, ông đám trách vai trò linh mục Thư ký Quản lý Tòa Giám mục Cần Thơ kiêm Chánh Án Tòa án Hôn Phối Giáo phận Cần Thơ. Ngoài ra, ông còn là trưởng ban Giáo lý Giáo phận.
Năm 1973, Lê Phong Thuận giới thiệu cách dạy giáo lý của châu Âu, ông được đề nghị khai mở lớp cho các chủng sinh đang giúp xứ. Đầu tháng 11 năm 1974, lớp tu nghiệp Giáo Lý đặc biệt dành cho chủng sinh đang giúp xứ năm nhất và năm thứ hai, được mở ra tại Tòa Giám mục. Tháng 5 năm 1975, sau khi không còn chiến tranh, người dân hồi hương, chính vì thế các nhà thờ hoang tàn trong chiến tranh dần hồi phục. Trong các chuyến thăm mục vụ, thăm các nhà dòng, khi thấy nhà kho, căn chòi bỏ hoang, đều ngỏ ý xin các vật liệu này để hỗ trợ các nơi khó khăn.

## Giám mục Phó Cần Thơ
Ngày 6 tháng 6 năm 1975, linh mục Emmanuel Lê Phong Thuận được chọn làm giám mục phó với quyền kế vị tại Giáo phận Cần Thơ với danh nghĩa Giám mục hiệu tòa Abthugni. Trong cùng ngày, tân giám mục Thuận được cử hành nghi thức tấn phong bởi chủ phong là giám mục chính tòa giáo phận Cần Thơ Giacôbê Nguyễn Ngọc Quang. Lê Phong Thuận chọn cho mình châm ngôn: Nhờ Người, với Người, trong Người.
Từ năm 1975 đến năm 1980, Lê Phong Thuận đảm trách vai trò quản lý các Đại chủng sinh đang sống rải rác trong giáo phận và ít lâu họ về chủng viện một lần. Ngoài việc giảng dạy Giáo luật, ông tự nguyện tiếp tục đảm trách vai trò phụ trách giáo lý. Vì chưa có tài liệu giảng dạy giáo lý, ông tự soạn và cho phổ biến đến tất cả họ đạo trong giáo phận. Cử hành nghi thức trao Bí tích Thêm Sức, Lê Phong Thuận không những khảo hạch các trẻ em và còn khảo cả phụ huynh các em này. Chính vì thế, lễ thêm sức do ông cử hành có những bất thường: thánh lễ dài 2 giờ, có 2 bài giảng: bài 1 là hỏi giáo lý các trẻ em, bài 2 nhắn nhủ các phụ huynh và giáo dân.
Năm 1980, Lê Phong Thuận được bầu làm Phó Tổng Thư ký của Hội đồng Giám mục Việt Nam và giữ chức vụ này cho đến khi trở thành Tổng thư ký năm 1989. Từ năm 1995, ông đảm nhiệm vai trò chủ tịch Ban Phụng tự cho đến năm 1998. Trong suốt khoảng thời gian này, lịch trình làm việc của ông khá đều đặn mỗi tháng: Tuần đầu tháng đến Thành phố Hồ Chí Minh, lo việc của Hội đồng Giám mục, tiếp sau hai tuần là đi giảng dạy, trao bí tích Thêm Sức, phong chức tại giáo phận và tuần cuối tháng dự khóa thường huấn với các linh mục.
Các cơ hội để thực hiện các chuyến thăm mục vụ, ông luôn tận dụng để đến thăm các họ đạo. Thông thường, sau khi cử hành lễ, ông thường gặp Hội đồng Giáo xứ và các giới, các nữ tu và ở lại giáo xứ qua một đêm. Mỗi năm vào dịp Tuần Thánh và lễ Giáng sinh, Lê Phong Thuận thường chọn đến hỗ trợ một họ đạo không có linh mục trông coi, ở địa bàn vùng sâu và thường thì sau khi đến thăm một vài tháng, ông sẽ cho một chủng sinh đến hỗ trợ xứ đạo này. Sở dĩ có thể đến thăm các vùng khác nhau, ông dễ ăn và dễ ngủ, thường chỉ cần võng là có thể ngủ qua đêm.

## Giám mục chính tòa Cần Thơ
Ngày 20 tháng 6 năm 1990, Lê Phong Thuận kế vị trở thành Giám mục chính tòa Giáo phận Cần Thơ sau cái chết của giám mục Nguyễn Ngọc Quang. Ngay trong năm này, Lê Phong Thuận quyết định tiếp tục đầu tư vào việc tái thiết Đại chủng viện Thánh Quý và hỗ trợ chi phí sinh hoạt cho các chủng sinh.
Linh mục giám đốc Đại chủng viện Thánh Quý Gioan Baotixita Phạm Minh Mẫn được bổ nhiệm làm giám mục phó Giáo phận Mỹ Tho năm 1993. Ngày 11 tháng 8 cùng năm, ông chủ sự nghi thức tấn phong cho vị tân chức tại sân banh của Chủng viện. Hai năm sau đó, Lê Phong Thuận cho nới rộng hai bên cung thánh Nhà thờ chính tòa Cần Thơ, với mục đích làm lễ đài ngoài trời, thuận tiện cho các đại lễ đông giáo dân tham dự.
Năm 1997, giám mục Thuận chọn nhà thờ Tắc Sậy, nơi có mộ phần linh mục Phanxicô Xaviê Trương Bửu Diệp làm "Trung tâm truyền giáo", vì nhận thấy địa điềm này có nhiều người không phân biệt tôn giáo đến xin ơn và tạ ơn. Ông cũng quyết định tái thiết, xây dựng mới 2 dãy nhà Tòa giám mục Cần Thơ vào năm 1999 với mục đích sử dụng vào các mục đích của Giáo phận năm 1999.
Năm 2002, Tòa Thánh chọn linh mục Stêphanô Tri Bửu Thiên, giáo sư chủng viện Thánh Quý làm giám mục phó giáo phận Cần Thơ. Tháng 2 năm 2003, Lê Phong Thuận chủ sự nghi thức truyền chức cho tân giám mục. Năm 2006, ông cho khởi công xây dựng Nhà Hưu dưỡng Linh mục và khánh thành ngày vào tháng 12 năm 2007.
Ngoài các công việc địa phận, Lê Phong Thuận cũng hỗ trợ 2 dòng tu nữ giáo phận trong những dịp cần thiết: Dòng CĐM Bình Thủy – Cần Thơ: tháng 1 năm 2000, cung hiến nguyện đường Hội Dòng. Tháng 2 năm 2002, làm phép và Tạ ơn hoàn thành Nhà chính; Dòng Mến Thánh giá Cần Thơ, Lê Phong Thuận hỗ trợ duyệt lại Luật Dòng về việc tuyên khấn, đồng ý cho cử hành nghi thức khấn trọn đời theo Giáo luật. Tháng 9 năm 2000, ông phê chuẩn Hiến chương Dòng Mến Thánh Giá. Tháng 12 năm 2003, cung hiến nhà nguyện cho dòng này.
Ngày 8 tháng 8 năm 2010, giáo phận Cần Thơ tổ chức lễ mừng Thượng thọ bát tuần – mừng Kim khánh linh mục – mừng 35 năm giám mục của giám mục Emmanuel Lê Phong Thuận.
Trong thời kỳ quản lý giáo phận Cần Thơ, Lê Phong Thuận cho Tổ chức thường huấn các linh mục theo từng nhóm nhỏ, quan tâm đến việc rao giảng giáo lý bằng cách thiết lập Ban Giáo lý và thành lập các lớp giáo lý phổ thông trong toàn Giáo phận; Huấn luyện các Giới sau khi các hội đoàn ngưng hoạt động trong thời bao cấp cũng như chú tâm đến việc truyền giáo cho người Khmer và người Hoa. Trong thời gian cai quản, Lê Phong Thuận rất ít rời khỏi giáo phận, cũng như không sử dụng điện thoại. Ông cũng rất thích các cử hành Bí tích Rửa Tội cho các tín hữu mới gia nhập đạo Công giáo. Thời điểm ông qua đời có 30 giáo điểm trên khắp giáo phận, trong đó có 1 giáo điểm dành cho người Khmer.
Vào lúc 9 giờ 10 phút ngày 17 tháng 10 năm 2010, giám mục Lê Phong Thuận qua đời tại Cần Thơ, Việt Nam. Sáng ngày 21 tháng 10, lễ an táng cố giám mục được cử hành, với 21 hồng y, giám mục thuộc 3 giáo tỉnh và khoảng 350 linh mục. Tham dự lễ tang còn có khoảng hơn 5.000 giáo dân, tất cả đều mang khăn tang trắng. Đa phần giáo dân tham dự lễ qua truyền hình ngoài nhà thờ vì không đủ chỗ. Thi hài ông được chôn cất phía trái cung thánh Nhà thờ chính tòa Cần Thơ.

## Nhận định
Thần phụ Địa phận Cần Thơ Cyprianô Nguyễn Thạnh Mậu có nhận định:
| “ | Ngài có một thân hình cao ráo dong dải, cơ thể tráng kiện, khuôn mặt nở nang, kiếng trắng gọng vàng, vầng trán cao rộng, thông minh trí thức, trông thấy mà ham. | ” |

Trong lễ an táng, giám mục Antôn Vũ Huy Chương đưa ra nhận xét:
| “ | Ngài đã không ngừng nỗ lực vượt lên chính mình, để luôn hiện diện với, cho và vì đoàn chiên, vì những người anh em linh mục của mình. Ngài đã hiện diện trong mọi lúc, nhất là trong những lúc khó khăn, e sợ nhất, cũng như trong mọi nơi, nhất là ở những nơi nghèo khổ nhất, đói khát Tin mừng nhất, cách riêng là trong những lễ nghi phụng vụ lâu giờ nhất, hầu xây dựng giáo phận thành một cộng đoàn đức tin, phượng tự, và bác ái Vì Người, với Người và trong Người. | ” |

## Tông truyền
Giám mục Emmanuel Lê Phong Thuận được tấn phong giám mục năm 1975, thời Giáo hoàng Phaolô VI, bởi:
- Chủ phong: Giacôbê Nguyễn Ngọc Quang, giám mục chính tòa Giáo phận Cần Thơ.

Giám mục Emmanuel Lê Phong Thuận là Giám mục Chủ phong trong nghi thức truyền chức cho các giám mục:
- Năm 1993, Gioan Baotixita Phạm Minh Mẫn, hiện đang là Hồng y, Nguyên Tổng giám mục Tổng giáo phận Thành phố Hồ Chí Minh.
- Năm 2003, Stêphanô Tri Bửu Thiên, hiện đang là nguyên Giám mục chính tòa Giáo phận Cần Thơ.

Giám mục Emmanuel Lê Phong Thuận là Giám mục phụ phong trong nghi thức truyền chức Giám mục cho các vị:
- Năm 1975, Raphael Nguyễn Văn Diệp, cố Giám mục Phó Giáo phận Vĩnh Long.
- Năm 1999, Giuse Trần Xuân Tiếu, cố Giám mục chính tòa Giáo phận Long Xuyên.
- Năm 1999, Giuse Ngô Quang Kiệt, hiện là nguyên Tổng giám mục Tổng giáo phận Hà Nội.
- Năm 2003, Antôn Vũ Huy Chương, hiện là nguyên Giám mục chính tòa Giáo phận Đà Lạt.